# John Jairo Montaño
John Jairo Montaño (Cali, Valle del Cauca, Colombia; 17 de abril de 1984) es un exfutbolista colombiano. Jugaba como lateral izquierdo y su último club fue el Deportes Quindío de la Categoría Primera B de Colombia.

## Trayectoria
Debutó en el país hermano del Ecuador con el Manta Fútbol Club donde convirtió 3 goles.
Culminado el año 2003 se presenta para la pretemporada del Unión Magdalena, con el 'Ciclón Bananero' también convirtió 3 goles.
Entre 2005 y 2007 paso por el Deportes Tolima, Atlético Huila, Deportivo Cali y Derpor Jamundí sin mucho éxito.
Entre el año 2008 y 2010 jugando para el Cortulua retomó su nivel y con más madurez deportiva habiendo jugado 100 partidos (77 por Liga y 23 por Copa) con el equipo 'Corazón del Valle' le valierón para llegar a un grande del FPC fichando con Millonarios para el torneo finalización del 2010 donde no pudo lograr consolidarse del todo jugó 18 partidos (11 por liga y 7 por copa) con el equipo 'embajador'.

## Clubes
| Club                | País                | Año                 | Partidos | Goles |
| ------------------- | ------------------- | ------------------- | -------- | ----- |
| Manta               | Ecuador             | 2003                | 10       | 3     |
| Unión Magdalena     | Colombia            | 2004                | 15       | 3     |
| Deportes Tolima     | Colombia            | 2005                | 2        | 0     |
| Atlético Huila      | Colombia            | 2005                | 1        | 0     |
| Deportivo Cali      | Colombia            | 2006                | 7        | 0     |
| Depor Aguablanca    | Colombia            | 2007                | 5        | 1     |
| Cortuluá            | Colombia            | 2008 - 2010         | 100      | 8     |
| Millonarios         | Colombia            | 2010                | 18       | 0     |
| Boyacá Chicó        | Colombia            | 2011                | 46       | 7     |
| Deportivo Pasto     | Colombia            | 2012 - 2015         | 145      | 16    |
| Cúcuta Deportivo    | Colombia            | 2015                | 8        | 0     |
| Deportivo Pereira   | Colombia            | 2016 - 2017         | 68       | 14    |
| Unión Magdalena     | Colombia            | 2018                | 31       | 8     |
| Cortuluá            | Colombia            | 2019                | 8        | 0     |
| Deportes Quindío    | Colombia            | 2019                | 6        | 0     |
| Total en su carrera | Total en su carrera | Total en su carrera | 470      | 60    |